# Gregorio Gordo
Gregorio Gordo Pradel (Madrid, 19 de agosto de 1958 - 20 de mayo de 2021) fue un político y sindicalista español.

## Biografía
Estudió Bachillerato Superior y el Curso de Acceso a la Universidad. Afiliado a Comisiones Obreras desde 1976 y al Partido Comunista de España desde 1983. Fue miembro de Izquierda Unida desde su fundación.
Trabajó en un taller de orfebrería desde 1976 a 1983 y fue funcionario de la Agencia Estatal de Administración Tributaria desde 1986. Fue secretario general de la sección estatal de CC.OO. de Hacienda entre los años 1988 y 1991, en el que fue elegido concejal del Ayuntamiento de Getafe por IU. Coordinador general de IU Getafe entre 1996 y 2005 y portavoz del grupo municipal del 1996 al 2003, año en el que dejó de ser concejal. 
Suscribió como Coordinador de IU Getafe el acuerdo de gobierno con el PSOE en 1997, pasando a ser Primer Teniente de Alcalde del Ayuntamiento de Getafe y concejal de las Empresas Públicas que se constituyeron con dicho Acuerdo: de Limpiezas (LYMA), y del Suelo y la Vivienda (EMSV). 
En las elecciones a la Asamblea de Madrid de 2007 fue elegido diputado regional, escaño que renovó en las elecciones de 2011. En la cámara regional también fue miembro y portavoz adjunto de IU en la comisión de Estatuto de autonomía, reglamento y estatuto del diputado.
En 2009 fue elegido coordinador general de Izquierda Unida Comunidad de Madrid en su VIII Asamblea Regional. Desde diciembre de ese año es Portavoz del Grupo Parlamentario de IU en la Asamblea de Madrid, sustituyendo a Inés Sabanés.
En diciembre de 2012 anunció que no continuaría al frente de IU-Comunidad de Madrid, siendo sustituido por Eddy Sánchez.
El 2 de febrero de 2015 el PCE lo suspendió de militancia y le abrió expediente de expulsión por «infracción muy grave» por los actos cometidos, en relación con el escándalo de las 'tarjetas black' de Caja Madrid.
Falleció a causa de un cáncer el jueves 20 de mayo de 2021.